# Стремоухов, Дмитрий Петрович (геолог)
Дмитрий Петрович Стремоухов (22 июля 1855, Нижний Новгород — 31 января 1925, Москва) — советский российский геолог.

## Биография
Родился 22 июля 1855 года в Нижнем Новгороде. Из дворян. Отец — Пётр Дмитриевич Стремоухов, мать — Екатерина Николаевна Биппен.
Высшее образование получил в Училище правоведения, по окончании которого в 1877 г. поступил на службу в Министерство юстиции, где проработал до 1917 г. в должности помощника прокурора.
Увлекся геологией в конце 80-х годов XIX в., когда во время пребывания в г. Кашине Тверской губернии заинтересовался происхождением минеральных вод. В 1890 г. в «Известиях Геолкома» опубликовал первую работу «О геологическом строении некоторых местностей Кашинского и Калязинского уездов Тверской губернии». Позднее изучал кембрийские и силурийские отложения в Прибалтике, пермские и юрские отложения в Нижегородской и Костромской губерниях.
В 90-х годов XIX в. близко сошелся с профессором Московского университета А. П. Павловым. Под руководством А. П. Павлова работа Д. П. Стремоухова приобретает систематическое течение. По рекомендации А. П. Павлова начал заниматься изучением юрских отложений Московской губернии. Осенью 1892 г. на заседании Императорского Московского общества испытателей природы (МОИП) сделал сообщение по результатам своих исследований на тему «О зоне Olcostephanus nodiger из деревни Мильково Подольского уезда». В том же году, по предложению А. П. Павлова и В. Н. Львова, его избрали действительным членом общества, а в «Бюллетене МОИП» была опубликована статья Стремоухова «Note sur la zone a Olcostephanus nodiger pres du village de Milkovo du district de Podolsk, gouv. de Moscou» (1892).
С 1893 г. Д. П. Стремоухов сосредоточил научную деятельность на изучении Крыма. Сначала предметом его исследований были юрские отложения близ Балаклавы, где он собрал достаточно полную коллекцию ископаемых. В 1894 г. выступил на 9-м съезде Русских естествоиспытателей и врачей с сообщением «Сланцы Мегало-Айяло». Годом позже в «Бюллетене МОИП» была опубликована его статья «Сланцы Мегало-Айяло близ Балаклавы» (1895). Изучение собранного фактического материала позволило Д. П. Стремоухову отнести эти сланцы не к лейасовым отложениям, как считалось ранее, а к более поздним — батским и келловейским. Позднее Д. П. Стремоухов опубликовал две работы, одну из которых -«Note sur la Posidonomya buchi Roemer, des schistes de Balaclava en Crimee» (1895) — посвятил двустворчатым моллюскам p. Posidonomya а другую — «Note sur le Phylloceras zignodianum d’Orb. et le Lytoceras adelae d’Orb. Desschistes de Balaclava» (1898) — описанию аммонитов родов Lytoceras и Phylloceras из юрских отложений окрестностей Балаклавы. В этих статьях он подтвердил более поздний возраст сланцев, развитых в окрестностях Балаклавы.
В 1895 г. вошел в состав дирекции МОИП как хранитель коллекций. В том же году совершил путешествие по Франции и собрал там коллекцию ископаемых портландского яруса. В 1898 г. опубликовал в «Протоколах МОИП» заметку «О выходах гольта в Московском уезде», в которой привел новые данные о распространении нижнемеловых отложений в окрестностях Москвы.
С 1911 г. Д. П. Стремоухов, по рекомендации А. П. Павлова, изучал юрские отложения в окрестностях Коктебеля в Крыму и по результатам своих исследований опубликовал две статьи: «О юрских сланцах Коктебеля (геолого- палеонтологическое исследование)» (1912) и «О юрских сланцах Коктебеля (продолжение предыдущей статьи)» (1913). В этих работах, основываясь на тщательном изучении ископаемых беспозвоночных, доказал, что сланцы Коктебеля относятся к бату, келловею и Оксфорду, а не к лейасу, как считалось ранее. Позднее вышли из печати его работы: «Об аммонитах горы Эгер-Оба у Коктебеля» (1916) и «Гора Эгер-Оба у Коктебеля (тектоническое исследование)» (1922).
В. И. Вернадский в свое время писал: «Николай Иосифович Криштафович — офицер 12-го Астраханского лейб-гвардии Гренадерского полка, также как товарищ прокурора Стремоухов стали настоящими учеными. Я с обоими был в хороших отношениях» (Вернадский, Дневники, 2001. С. 151).
Д. П. Стремоухов опубликовал 13 работ. В последние годы жизни он работал ученым секретарем Московского отделения Геолкома.
Скончался в Москве 31 января 1925 года.
В Государственном геологическом музее РАН им. В. И. Вернадского хранятся коллекции к опубликованным работам Д. П. Стремоухова:
- «Note sur la zone a Olcostephanus nodiger pres du village de Milkovo du district de Podolsk, gouv. de Moscou» (1892)
- «Сланцы Мегало-Айяло близ гор. Балаклавы» (1895)
- «Note sur la Posidonomya buchi Roemer, des schistes de Balaclava en Crimee» (1895)
- «Description de quelques Trigonies des depots secondaires de la Russie» (1896)
- "Note sur le Phylloceras zignodianum d’Orb. et le Lytoceras adelaevOrb. Des schistes de Balaclava (1898)
- «Заметка о тригониях вторичных отложений России» (1898)
- «О юрских сланцах Коктебеля» (1912)
- «О юрских сланцах Коктебеля. Статья вторая» (1913)
- «Об аммонитах горы Эгер-Оба у Коктебеля» (1916)